# Komenda Wojewódzka Policji w Lublinie
Komenda Wojewódzka Policji w Lublinie – jednostka organizacyjna Policji obejmująca swoim zasięgiem terytorium województwa lubelskiego podlegająca bezpośrednio Komendzie Głównej Policji. Od 20 lutego 2024 r. funkcję komendanta wojewódzkiego Policji pełni insp. Tomasz Gil.

## Struktura organizacyjna

### Komórki podległe Komendantowi Wojewódzkiemu
- Wydział Kontroli,
- Wydział Kadr i Szkolenia,
- Wydział Prezydialny,
- Wydział Finansów,
- Wydział Bezpieczeństwa Informacji,
- Wydział Komunikacji Społecznej,
- Zespół Prawny,
- Sekcja Psychologów,
- Jednoosobowe stanowisko ds. Audytu Wewnętrznego,
- Zespół ds. Ochrony Praw Człowieka.
- Zespół Ochrony Pracy

### Komórki podległe I Zastępcy Komendanta Wojewódzkiego
- Wydział Kryminalny,
- Wydział Techniki Operacyjnej,
- Wydział Wywiadu Kryminalnego,
- Laboratorium Kryminalistyczne,
- Wydział do walki z Korupcją,
- Wydział do walki z Przestępczością Gospodarczą,

### Komórki podległe Zastępcy Komendanta Wojewódzkiego
- Wydział Prewencji,
- Sztab Policji,
- Samodzielny Pododdział Kontrterrorystyczny Policji,
- Wydział Ruchu Drogowego,
- Wydział Konwojowy,
- Wydział Postępowań Administracyjnych,
- Oddział Prewencji Policji.
- Wydział Zaopatrzenia,
- Wydział Transportu,
- Wydział inwestycji i Remontów,
- Sekcja Zamówień Publicznych,
- Wydział Łączności i Informatyki.